# Pierre Roux
Pierre Roux va ser un ciclista francès que fou professional a principis dels anys 50 del segle xx. De la seva carrera professional destaca la victòria que va aconseguir a la Volta a Catalunya de 1949.

## Palmarès
- 1949
  - Vencedor d'una etapa de la Volta a Catalunya
- 1950
  - 1r a Mende
- 1953
  - Vencedor d'una etapa del Critèrium del Dauphiné